# De Voorhof
De Voorhof is een gereformeerd kerkgebouw in de tot de Noord-Brabantse gemeente Altena behorende plaats Andel, gelegen aan de Julianastraat 24.

## Geschiedenis
De Gereformeerden bezaten een kerkje aan de Julianastraat dat gebouwd werd in 1885. Dit was een eenvoudig schuurkerkje zonder toren. In 1950 werd dit kerkje nog verbouwd. In 1989 kwam er een nieuw kerkgebouw en werd het oude kerkje gesloopt.
De nieuwe kerk, in de stijl van het naoorlogs modernisme, is een bakstenen kerkgebouw met schuin aflopend dak en voorzien van een vierkante toren zonder spits, waaraan een metalen kruis is bevestigd. Deze kerk kreeg de naam De Voorhof en is sinds 2004 een PKN-kerk met Gereformeerde signatuur.
De kerk heeft 325 zitplaatsen, dat eventueel kan worden uitgebreid tot 450. De kerk is voorzien van enkele bijgebouwen.